# Parthika
Parthika (etwa: „Parthergeschichte“) ist der Titel mehrerer Schriften antiker Geschichtsschreiber über das Partherreich bzw. die Partherkriege.
In der Antike wurden mehrere Parthika verfasst, die jedoch alle nur fragmentarisch (Zitate in erhaltenen Werken oder Textauszüge) überliefert sind (siehe Die Fragmente der griechischen Historiker, FGrHist). Zu den bekannten Autoren von Parthika gehören Apollodor von Artemita (FGrHist Nr. 779), Arrian (FGrHist Nr. 156) und Asinius Quadratus (FGrHist Nr. 97). Über den Partherkrieg des Lucius Verus sollen mehrere Autoren Werke verfasst haben (siehe auch FGrHist Nr. 203), so etwa Crepereius Calpurnianus (FGrHist Nr. 208). Es ist aber unsicher, ob diese nur bei Lukian von Samosata erwähnten Autoren tatsächlich existiert haben, über die sich Lukian auch nur wenig schmeichelhaft äußert. Die Parthika des Seleukos von Emesa (FGrHist Nr. 790) dürften eher die römisch-persischen Kriege behandelt haben.
Eine spezielle Rolle nehmen die Parthischen Stationen des Isidoros von Charax ein (FGrHist Nr. 781), da sie ein historisch-geographisches Werk sind.